# 896 (číslo)
Osm set devadesát šest je přirozené číslo. Římskými číslicemi se zapisuje DCCCXCVI a řeckými číslicemi ωϟϝʹ nebo ωϟϛʹ. Následuje po čísle osm set devadesát pět a předchází číslu osm set devadesát sedm.

## Matematika
896 je:
- Abundantní číslo
- Složené číslo
- Nešťastné číslo
- Součet šesti po sobě jdoucích prvočísel (137 + 139 + 149 + 151 + 157 + 163)

## Astronomie
- (896) Sphinx je planetka hlavního pásu, kterou v roce 1918 objevil Max Wolf
- NGC 896 je emisní mlhovina v souhvězdí Kasiopeji

## Roky
- 896
- 896 př. n. l.